# Brachymeria nigritibialis
Brachymeria nigritibialis is een vliesvleugelig insect uit de familie bronswespen (Chalcididae). De wetenschappelijke naam is voor het eerst geldig gepubliceerd in 2006 door Tavares & Navarro-Tavares.